# Caso O. J. Simpson
El caso O. J. Simpson (oficialmente El Pueblo del Estado de California contra Orenthal James Simpson o El Pueblo contra O. J. Simpson) fue un juicio penal llevado a cabo en la Corte Superior de Los Ángeles, en el que el exjugador estrella de la National Football League y actor O. J. Simpson fue juzgado por dos cargos de asesinato por las muertes de su exesposa Nicole Brown Simpson y Ronald Goldman, amigo de esta, ocurridas el 12 de junio de 1994. El juicio se extendió por once meses, desde la toma de juramento a los miembros del jurado el 9 de noviembre de 1994. Las declaraciones iniciales se realizaron el 24 de enero de 1995 y el veredicto fue anunciado el 3 de octubre de 1995, cuando Simpson fue declarado no culpable de asesinato en ambos cargos. El caso ha sido descrito como el juicio penal más publicitado de la historia.
Simpson fue representado por un equipo de abogados defensores de alto perfil, conocido en inglés como el «Dream Team», liderado inicialmente por Robert Shapiro y luego por Johnnie Cochran. El equipo también incluía a F. Lee Bailey, Alan Dershowitz, Robert Kardashian, Shawn Holley, Carl E. Douglas y Gerald Uelmen. Barry Scheck y Peter Neufeld fueron dos abogados adicionales especializados en las pruebas de ADN. 
Marcia Clark y Christopher Darden, fiscales de distrito adjuntos, creían tener un caso sólido contra Simpson, pero Cochran fue capaz de convencer a los miembros del jurado de que había una duda razonable respecto a las pruebas de ADN (un tipo de prueba relativamente nueva en los juicios en ese entonces), ya que alegaron que la sangre recolectada como prueba había sido manipulada de forma errónea por científicos y técnicos laboratoristas, y respecto a las circunstancias que rodeaban otras pruebas judiciales presentadas. Cochran y el equipo de defensa también alegaron una mala conducta por parte del Departamento de Policía de Los Ángeles (LAPD, por sus siglas en inglés). La condición de celebridad de Simpson y el extenso juicio televisado hicieron del llamado "juicio del siglo" un hecho de interés nacional. Hacia el final del juicio penal, varias encuestas nacionales mostraron enormes diferencias en la apreciación de la culpabilidad o inocencia de Simpson entre estadounidenses negros y blancos.
Luego del juicio penal, las familias Brown y Goldman presentaron una demanda civil contra Simpson, y el jurado declaró a Simpson «responsable» de las dos muertes el 4 de febrero de 1997. Se concedió un total de 33,5 millones de dólares a las familias por daños compensatorios y punitivos, pero estas recibieron solo una pequeña porción de esa suma.

## Antecedentes

### Matrimonio Brown-Simpson
Nicole Brown y O. J. Simpson se casaron el 2 de febrero de 1985, cinco años después de que Simpson se retirara del fútbol americano profesional. La pareja tuvo dos hijos, Sydney Brooke Simpson (en 1985) y Justin Ryan Simpson (en 1988). El matrimonio duró siete años, tiempo durante el cual Simpson fue investigado varias veces por la policía por violencia doméstica y en 1989 no refutó los cargos por abuso conyugal. Brown pidió el divorcio el 25 de febrero de 1992, citando "diferencias irreconciliables".
A las 0:10 horas del 13 de junio de 1994 se encontraron los cuerpos de Nicole Brown Simpson y Ronald Goldman en el exterior del dúplex de Nicole ubicado en la calle Bundy, en Brentwood, Los Ángeles. Brown había sido apuñalada numerosas veces en la cabeza y el cuello, y tenía heridas defensivas en sus manos. Se podía ver la laringe a través de la herida abierta en su cuello, y la vértebra C3 estaba cortada. Ambas víctimas llevaban muertas unas 2 horas cuando fueron descubiertas por la policía. Rober Riske, uno de los primeros dos oficiales en la escena, encontró un único guante ensangrentado además de otras pruebas como un gorro que parecía hecho de lana del que se supuso que pertenecía a Jason Simpson, hijo de O. J. Simpson, lo que le convertía en otro posible culpable o quizá  incluso el verdadero asesino.
Los investigadores se dirigieron a la propiedad de Simpson en Rockingham para informarle de que su exesposa había sido asesinada. En el fondo de su casa encontraron una Ford Bronco blanca con sangre en su interior y en su exterior. Posteriormente, el agente Mark Fuhrman saltó por encima de una pared externa y desbloqueó el portón para permitir a los otros tres policías entrar en la propiedad. Los detectives declararon haber entrado sin una orden de registro debido a circunstancias urgentes (específicamente, el temor de que Simpson también hubiera sido herido). Simpson no estaba presente cuando los detectives llegaron temprano en la mañana; había tomado un vuelo a Chicago a últimas horas de la noche anterior. Los detectives entrevistaron brevemente a Kato Kaelin, quien se estaba quedando en la casa de huéspedes de Simpson. En un recorrido por la propiedad, Fuhrman descubrió un segundo guante ensangrentado que luego se determinó era la pareja del encontrado en la escena del crimen. A través de pruebas de ADN, posteriormente se pudo determinar que la sangre en el guante provenía de ambas víctimas. Esto, junto con otra evidencia recolectada en ambas escenas, fue considerado como causa probable para emitir una orden de arresto para Simpson.

### Arresto de Simpson

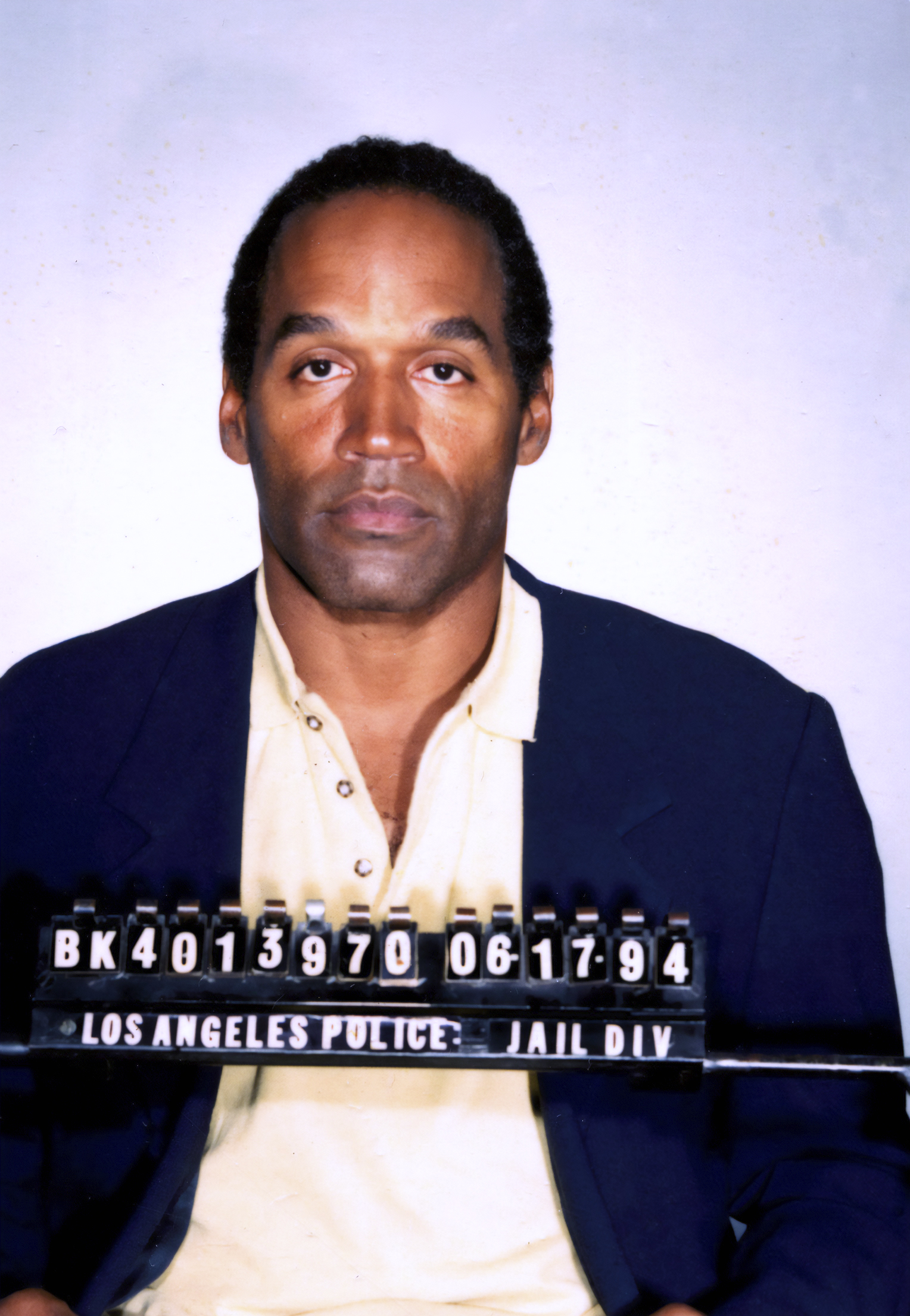
Foto policial de O. J. Simpson.

Los abogados convencieron al Departamento de Policía de Los Ángeles (LAPD) de permitir que Simpson se entregase a las 11 a. m. del 17 de junio de 1994, pese a que el cargo de doble asesinato significaba que no se fijaría fianza alguna y a que una condena por asesinato en primer grado podría resultar en la pena de muerte. Más de 1000 periodistas esperaron a Simpson en la comisaría de policía, pero nunca apareció. A las 2 p. m., el LAPD emitió un boletín de búsqueda. A las 5 p. m., Robert Kardashian, un amigo de Simpson y uno de sus abogados defensores, leyó frente a los medios de prensa una carta escrita por Simpson. En la carta, el exjugador de fútbol americano envió saludos a 24 amigos y escribió, "Primero todos entiendan que no tuve nada que ver con el asesinato de Nicole... No sientan pena por mí. He tenido una gran vida". Para muchos, esto sonaba como una nota de suicidio, y los periodistas se unieron a la búsqueda de Simpson. Robert Shapiro, abogado de Simpson, también estaba presente en la conferencia de prensa de Kardashian y dijo que los psiquiatras de Simpson estaban de acuerdo con la interpretación de la carta como una nota de suicidio. A través de la televisión, Shapiro solicitó a Simpson que se entregase.
Alrededor de las 6:20 p. m., un automovilista en el Condado de Orange notificó a la policía haber visto a Simpson en un Ford Bronco blanco conducido por Al Cowlings, viejo amigo de Simpson. Posteriormente la policía rastreó llamadas realizadas por Simpson desde el teléfono móvil del vehículo. A las 6:45 p. m., un oficial de policía vio al Bronco dirigiéndose hacia el sur por la Interestatal 405. Cuando el oficial se acercó al Bronco con las sirenas encendidas, Cowlings gritó que Simpson estaba en el asiento trasero del vehículo apuntándose con un arma en la cabeza. El oficial retrocedió, pero siguió al vehículo a 56 km/h, con hasta 20 autos de policía participando de la persecución.
Más de nueve helicópteros terminaron sumándose a la persecución; el alto grado de participación de la prensa provocó que señales provenientes de las cámaras aparecieran en canales de televisión incorrectos. La estación de radio KNX también transmitió en directo la persecución a baja velocidad. Pete Arbogast, presentador deportivo de la Universidad del Sur de California (USC), y Oran Sampson, productor de estación, contactaron a John McKay, exentrenador del equipo de fútbol americano de la USC, para que saliera al aire e incentivara a Simpson a abandonar la persecución. McKay estuvo de acuerdo y pidió a Simpson que estacionara y se entregara en lugar de suicidarse. Tom Lange, detective del LAPD que había entrevistado a Simpson previamente el 13 de junio con respecto a los asesinatos, se percató de que tenía el número del teléfono móvil de Simpson y lo llamó repetidamente. Un colega conectó una grabadora al teléfono de Lange y registró una conversación entre Lange y Simpson en la que Lange reiteradamente le pedía a Simpson que "arrojase el arma por la ventana" por el bien de su madre y sus hijos. Simpson se disculpó por no haberse entregado antes en el día y respondió que era "el único que merecía ser lastimado" e iba "simplemente a irse con Nicole". En la grabación puede escucharse a Al Cowlings (después de que el Bronco llegase a la casa de Simpson rodeado por la policía) pidiéndole a Simpson que se entregase y terminase la persecución pacíficamente. Durante la persecución y sin tener la posibilidad de escuchar la conversación grabada, Al Michaels, amigo de Simpson, interpretó sus acciones como una admisión de culpa.
Las tres grandes cadenas de televisión estadounidense (ABC, CBS y NBC) y CNN al igual que agencias de noticias locales interrumpieron su programación habitual para transmitir la persecución en directo, con unos 95 millones de espectadores a nivel nacional. Mientras que NBC continuó con la cobertura de la quinta final de la NBA entre los New York Knicks y los Houston Rockets en el Madison Square Garden, el juego fue transmitido en un pequeño cuadrado en la esquina de la pantalla mientras Tom Brokaw cubría la persecución como presentador. La misma fue transmitida en directo por los presentadores de ABC News Peter Jennings y Barbara Walters en nombre de los cinco programas de noticias de ABC, los cuales esa semana tuvieron unas de sus mayores audiencias de la historia. Beneficiándose del evento que ocurría en la tarde, Domino's Pizza declaró que sus ventas de pizza por reparto durante la persecución fueron tan altas como en el domingo de la Super Bowl.
Miles de espectadores y curiosos llenaron los pasos a desnivel a lo largo del camino recorrido por la procesión en espera del Bronco blanco. En un ambiente festivo, muchos portaban carteles pidiendo a Simpson que huyese. Ellos y los millones mirando la persecución por televisión se sintieron parte de una "experiencia emocional común", escribió un autor, "preguntándose si O. J. Simpson se suicidaría, escaparía, sería arrestado o se involucraría en algún tipo de enfrentamiento violento. Pasase lo que pasase, la aventura compartida le dio a millones de espectadores un interés personal, un sentimiento de participación y la sensación de estar adentro de un drama nacional en desarrollo". El evento es considerado el inicio de la moderna telerrealidad, que en los años siguientes inundará los canales estadounidenses y luego del mundo, así como de las noticias televisadas las veinticuatro horas, que entonces estaban dando sus primeros pasos. Lo que pasaba en la realidad, transmitido al momento, desde entonces parece interesar más que los contenidos de ficción.
Según los reportes, Simpson puso como demanda el poder hablar con su madre antes de entregarse. La persecución terminó a las 8:00 p. m. en su casa de Brentwood, 80 kilómetros después, donde Jason, su hijo, salió corriendo de la casa, "gesticulando salvajemente". Luego de permanecer en el Bronco por unos 45 minutos, se permitió a Simpson entrar a su casa por una hora; un portavoz de la policía declaró que habló con su madre y bebió un vaso de zumo de naranja, lo que generó risas en los periodistas porque Orange Juice fue su apodo cuando jugaba. Shapiro llegó y Simpson se entregó a las autoridades unos minutos después. En el Bronco la policía encontró "8.000 dólares en efectivo, un cambio de ropa, una .357 Magnum cargada, un pasaporte, fotografías familiares y barba y un bigote falsos". Ni las imágenes de la persecución del Bronco ni los objetos encontrados dentro del automóvil se mostraron al jurado como evidencia durante el juicio.

## Procedimientos preliminares
Simpson fue formalmente acusado el 20 de junio y se declaró no culpable de ambos asesinatos. Como era esperable, el juez presidente ordenó que Simpson permaneciera detenido sin fianza, hasta la finalización del juicio. Al día siguiente se convocó a un gran jurado para determinar si se lo acusaría de los dos asesinatos. Dos días más tarde, el 23 de junio, el gran jurado fue descartado como resultado de una cobertura mediática excesiva, la cual podría haber influenciado su neutralidad. Jill Shively, una residente de Brentwood que testificó haber visto a Simpson huyendo a gran velocidad del área donde se ubicaba la casa de Nicole en la noche de los asesinatos, le dijo al gran jurado que el Bronco casi chocó con un Nissan en la intersección de Bundy y el Bulevar San Vicente. Otro testigo ante el gran jurado, José Camacho, era un vendedor de cuchillos en la Cuchillería Ross. Dijo haber vendido a Simpson un cuchillo alemán de 130 mm, similar al arma homicida, tres semanas antes de los asesinatos. Shively y Camacho no fueron presentados por la fiscalía porque habían vendido su testimonio a la prensa sensacionalista. Shively había hablado con el show televisivo Hard Copy por 5.000 USD y Camacho vendió su historia al National Enquirer por 12.500 USD.
Anulado el gran jurado, las autoridades llevaron a cabo una audiencia de causa probable para determinar si correspondía llevar a Simpson a juicio o no. Esta fue una pequeña victoria para los abogados de Simpson, porque les daría acceso a la evidencia a medida que la misma era presentada por la fiscalía en contraste con el procedimiento en una audiencia de gran jurado. Tras una audiencia de una semana de duración, el juez Kathleen Kennedy-Powell, de la Corte Superior de California, dictaminó el 7 de julio que existía evidencia suficiente para enviar a Simpson a juicio por los asesinatos. En su segunda comparecencia el 22 de julio, cuando se le preguntó cómo se declaraba en relación con los asesinatos, Simpson, rompiendo una práctica de los tribunales según la cual el acusado debe declararse usando solo las palabras "culpable" o "no culpable", firmemente dijo: "Absolutamente, cien por ciento, no culpable".

## El juicio penal

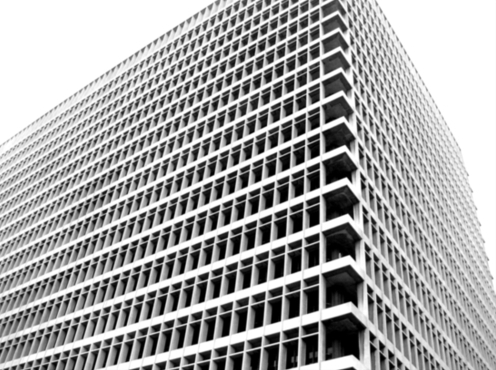
Centro de Justicia Clara Shortridge Foltz de Los Ángeles, donde se llevó a cabo el juicio penal.

La Corte Superior de Los Ángeles dispuso que el juicio se realizara en el centro de Los Ángeles y no en Santa Mónica, donde ocurrió el crimen, debido a preocupaciones por la seguridad en la corte de Santa Mónica, que era más pequeña y funcionaba en un edificio en mal estado. La decisión terminaría siendo altamente polémica, especialmente después de la absolución de Simpson. Probablemente tuvo como resultado un grupo de posibles jurados con más latinos, afroamericanos, asiáticos-americanos y obreros que el que se hubiese obtenido en Santa Mónica.
Lance Ito resultó seleccionado como juez presidente del caso. Marcia Clark, fiscal de distrito adjunta, fue designada como fiscal principal del caso, asistida por Christopher A. Darden. Tom Lange, detective veterano del LAPD, lideró la investigación de los asesinatos. 
La fiscalía decidió no pedir la pena de muerte y en su lugar solicitó una sentencia de cadena perpetua. Simpson quería un juicio rápido, y los abogados de la defensa y de la fiscalía trabajaron día y noche durante varios meses preparando sus casos. En octubre de 1994, el juez Ito comenzó a entrevistar a 304 posibles jurados, cada uno de los cuales tenía que rellenar un cuestionario de 75 páginas. El 3 de noviembre, fueron sentados 12 jurados con 12 suplentes.
El juicio comenzó el 24 de enero de 1995 y fue televisado durante 134 días por el canal Court TV y en parte por otras cadenas de noticias.

### El jurado
De acuerdo a los reportes de prensa, la fiscal Marcia Clark pensó que las mujeres, independientemente de su raza, simpatizarían con el asunto de la violencia doméstica del caso y se conectarían con ella personalmente. Por otro lado, la investigación llevada a cabo por la defensa sugería que las mujeres tenían mayor probabilidad de absolver que los hombres, y que los jurados no respondían bien al estilo combativo de Clark. La defensa también especuló que las mujeres negras simpatizarían menos que las mujeres blancas con la víctima, que era blanca, debido a tensiones relacionadas con matrimonios interraciales. Ambos lados aceptaron un número desproporcionado de jurados femeninos. De un grupo de posibles jurados compuesto en un 40 % por blancos, en un 28 % por negros, en un 17 % por hispanos y en un 15 % por asiáticos, el jurado final para el juicio comprendía 10 mujeres y doce hombres, entre los cuales había nueve negros, dos blancos y un hispano.
Al inicio del juicio, 12 jurados y 12 suplentes fueron seleccionados de un grupo de 250 posibles jurados. Durante el curso del juicio se descartaron 10 jurados por una gran variedad de motivos. Solo cuatro de los jurados originales permanecieron en el panel final.
Al promediar el juicio, varios miembros del jurado llevaron a cabo una "revuelta", en términos de la prensa. Tras ser secuestrados por 101 días, 13 de los 18 jurados se negaron a entrar a la sala hasta que se les asegurara una reunión con el juez Ito. Finalmente, el jurado volvió con 13 miembros vistiendo ropa negra u oscura, en lo que fue descrito como una "procesión fúnebre".

### Argumento de la fiscalía

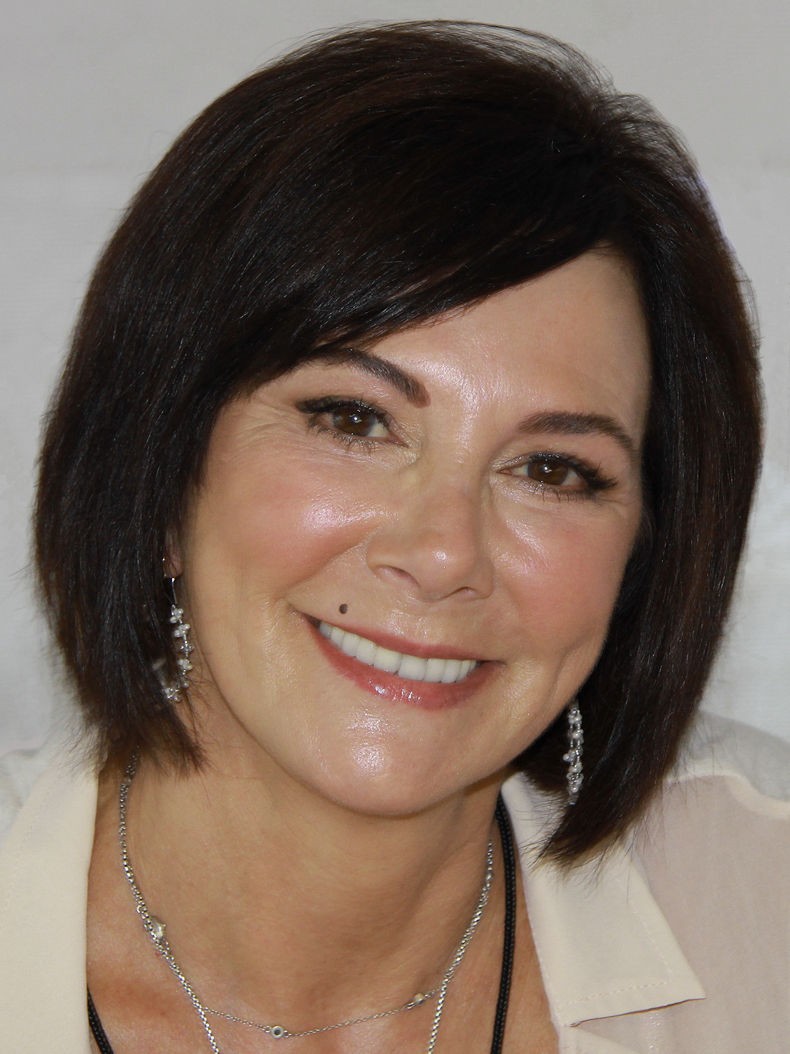
La fiscal principal del caso Marcia Clark en 2011.

En su alegato inicial, el fiscal Christopher Darden afirmó que Simpson había asesinado a su exesposa en un ataque de celos. La fiscalía abrió su caso reproduciendo una llamada de Nicole al servicio 911 el 1 de enero de 1989. En la misma, Nicole expresó miedo de que Simpson la lastimara físicamente, y en el fondo se le podía escuchar gritándole. Se presentaron otros elementos relacionados con la violencia doméstica. La fiscalía presentó también decenas de testigos expertos para ubicar a Simpson en la escena del crimen, en temas tales como la identificación por ADN y el análisis de huellas de calzado. Durante las primeras semanas del juicio, la fiscalía presentó evidencia de que Simpson tenía una historia de abuso físico sobre Nicole. Alan Dershowitz, abogado de Simpson, argumentó que solo una pequeña fracción de las mujeres abusadas por sus parejas son asesinadas.
La fiscalía creía tener un caso fuerte pese a la ausencia de testigos conocidos del crimen y la incapacidad de recuperar el arma homicida. El caso de Clark era sostenido por la evidencia de ADN, y la fiscal esperaba una condena. Con base en la evidencia física recolectada, la fiscalía afirmaba que Simpson manejó hasta la casa de Nicole Brown el 12 de junio con la intención de asesinarla. Sostenían que Brown había acostado a sus dos hijos y se estaba preparando para acostarse ella misma cuando abrió la puerta delantera de su casa luego de responder a un golpe en la puerta o escuchar un ruido fuera. Presuntamente, Simpson la agarró antes de que pudiese gritar y la atacó con un cuchillo. Evidencia del forense del condado de Los Ángeles establecía que Ron Goldman llegó al portón del frente de la casa en algún momento durante el asalto, y aparentemente el asaltante lo atacó y lo apuñaló repetidamente en el cuello y el pecho con una mano mientras le impedía moverse estrangulándolo con un brazo. Cuando las autoridades llegaron a la escena del crimen, encontraron a Brown boca abajo. De acuerdo a la historia de la fiscalía, después de que Simpson terminase con Goldman, tiró la cabeza de Brown hacia atrás agarrándola del cabello, colocó su pie sobre su espalda y le cortó la garganta con el cuchillo, dañando la arteria carótida. Argumentaron que Simpson dejó un "rastro de sangre" desde la casa hasta el callejón trasero; también hubo testimonio de que se encontraron tres gotas de sangre de Simpson en el camino de entrada cerca del portón de su casa de la calle Rockingham.
De acuerdo a la fiscalía, Simpson fue visto en público por última vez a las 9:36 p. m. esa noche, cuando regresó al portón delantero de su casa con Brian "Kato" Kaelin, un actor y amigo de la familia que se estaba quedando en la casa de huéspedes de la propiedad de Simpson. Simpson no fue visto de nuevo hasta las 10:54 p. m. (1 hora y 18 minutos más tarde), cuando salió por la puerta delantera de su casa hacia una limusina que lo estaba esperando, a la cual había contratado para que lo trasladase al Aeropuerto Internacional de Los Ángeles (LAX) para viajar a una convención de Hertz en Chicago. La defensa y la fiscalía estuvieron de acuerdo en que los asesinatos ocurrieron entre las 10:15 y las 10:40 p. m., y la fiscalía afirmaba que Simpson había manejado su Bronco blanco durante los cinco minutos necesarios hacia y desde la escena del crimen. Presentaron a un testigo en la cercanía de la calle Bundy que vio un automóvil similar al Bronco de Simpson alejándose rápidamente del área a las 10:35.
Allan Park, el conductor de la limusina, testificó haber llegado a la propiedad de Simpson a las 10:24 p. m. Pasando por el portón de Rockingham, no vio al Bronco blanco de Simpson estacionado en la calle. Park testificó haber estado buscando el número de puerta, el cual finalmente encontró, y la fiscalía presentó planos para mostrar que la posición en la que el Bronco fue encontrado en la mañana siguiente estaba justo al lado del número de puerta (dejando implícito que Park seguramente lo habría visto si hubiese estado ahí en ese momento). De acuerdo a la versión de los hechos dada por Simpson, el Bronco había estado estacionado en esa posición por varias horas. Mientras tanto, Kaelin estaba en su casa de huéspedes y hablando por teléfono con su amigo Rachel Ferrara. Park estacionó frente al portón sobre la calle Ashford, luego volvió manejando al portón sobre la calle Rockingham para evaluar qué entrada sería el mejor acceso para la limusina. Tomando la decisión de que la entrada de Rockingham era muy estrecha, retornó al portón sobre Ashford y comenzó a presionar el timbre a las 10:40, sin recibir respuesta. Park se bajó de la limusina, miró a través del portón de Ashford y observó que la casa estaba a oscuras salvo por una luz tenue proveniente de una de las ventanas del segundo piso, que correspondía a la habitación de Simpson. Mientras fumaba un cigarrillo, Park realizó una serie de llamadas desde su móvil al mensáfono de su jefe, Dale St. John, y luego a la casa de Park, para pedirle a su madre el teléfono de la casa de St. John, todo en un intento de obtener el teléfono de la casa de Simpson. Aproximadamente a las 10:50, Kaelin (quien aún estaba hablando por teléfono con Ferrara) escuchó tres golpes contra la pared externa de su casa de huéspedes. Kaelin colgó el teléfono y se dirigió al exterior para investigar los ruidos pero decidió no ir directamente hacia el oscuro pasaje sur desde donde los golpes se habían originado. En su lugar, caminó al frente de la propiedad, donde vio la limusina de Park fuera del portón de Ashford.
Al mismo tiempo que Park vio a Kaelin acercarse desde el fondo de la propiedad hacia el frente, Park testificó haber visto a un "hombre negro alto" de la estatura y constitución corporal de Simpson entrar por la puerta delantera de la casa desde el área del camino de entrada, tras lo cual se encendieron luces y Simpson finalmente respondió la llamada de Park. Simpson explicó que se había dormido y que pronto saldría al portón delantero. Kaelin abrió el portón de Ashford para permitir que Parker ingresara la limusina en la propiedad, y unos minutos después Simpson salió de su casa a través de la puerta delantera. Kaelin y Park ayudaron a Simpson a colocar sus pertenencias (que ya se encontraban fuera de la puerta delantera cuando Park llegó al frente de la casa de Simpson) en el maletero de la limusina para el traslado al aeropuerto. Tanto Kaelin como Park remarcaron en su testimonio que Simpson se veía agitado. Pero otros testigos, incluyendo el vendedor de pasajes que ingresó a Simpson al vuelo en el Aeropuerto Internacional de Los Ángeles y una azafata, dijeron que Simpson se veía y actuaba perfectamente normal. Testimonios contradictorios como estos serían un tema recurrente durante el juicio.
La afirmación inicial de Simpson de que estaba durmiendo a la hora de los asesinatos fue refutada por varios testimonios diferentes. De acuerdo a Johnnie Cochran, abogado de la defensa, Simpson nunca había dejado su casa esa noche, y se encontraba solo mientras empacaba sus pertenencias para viajar a Chicago. Cochran afirmó que Simpson salió por la puerta trasera para golpear algunas pelotas de golf en la caja de arena infantil en el jardín delantero, una o más de las cuales provocaron los tres fuertes golpes en la pared de la casa de Kaelin. Cochran produjo un potencial testigo de coartada, Rosa López, una española ama de casa de un vecino, quien testificó haber visto al auto de Simpson estacionado fuera de su casa en el momento de los asesinatos. Pero el testimonio de López, que no fue presentado al jurado, fue destrozado durante el contrainterrogatorio de Clark, cuando López fue forzada a admitir que no podía estar segura del momento preciso en que vio al Bronco blanco de Simpson fuera de su casa.
La defensa intentó convencer al jurado de que Simpson no era físicamente capaz de llevar a cabo los asesinatos, afirmando que Goldman era un joven en forma que luchó firmemente contra su atacante. Simpson era un exjugador de fútbol profesional de 46 años con artritis crónica. Tenía cicatrices en sus rodillas de viejas heridas del fútbol. Pero Clark presentó como evidencia un video de ejercicios que Simpson había realizado unos meses antes de los asesinatos llamado El mantenimiento mínimo de O. J. Simpson: Fitness para hombres, el cual mostraba que, pese a algunas condiciones y limitaciones físicas, Simpson no era nada frágil.
La fiscalía llamó a Denise; hermana de Brown, a declarar como testigo. Entre lágrimas, testificó muchos episodios de violencia doméstica en la década de 1980, cuando vio a Simpson levantar a su esposa y arrojarla contra una pared, luego arrojarla físicamente fuera de su casa durante una discusión. Su testimonio estuvo marcado por una gran cantidad de objeciones de la defensa y de conferencias junto a la barra con el juez.
La fiscalía procedió a los eventos de la noche del 12 de junio de 1994, cuando Karen Lee Crawford, la gerente del restaurante Mezzaluna donde Brown cenó en la noche de ese domingo, fue llamada a testificar. La misma contó que la madre de Brown llamó al restaurante a las 9:37 p. m. por un par de lentes perdidos. Crawford los encontró y los colocó en un sobre blanco. Goldman, un mozo del lugar, abandonó el restaurante a las 9:50 p. m. tras terminar su turno, llevando los lentes para dejarlos en la casa de Brown.
Pablo Fenjves, vecino de Brown, testificó haber escuchado "un ladrido muy distintivo" y un "llanto quejumbroso" de unos 10 a 15 minutos después de las 10:00 p. m., mientras estaba en su casa mirando las noticias de las 10 en la televisión. Eva Stein, otra vecina, testificó sobre un ladrido muy fuerte y persistente, también alrededor de las 10:15 p. m., que le impidió volver a dormirse. El vecino Steven Schwab testificó que mientras estaba paseando a su perro en el área cercana a la casa de Brown alrededor de las 11:30 p. m., notó un perro Akita (propiedad de Brown) perdido y agitado arrastrando su correa. Vio que tenía patas ensangrentadas, pero tras examinarlo no observó ninguna herida. Schwab dijo que llevó al perro a la casa de otro vecino amigo suyo, Sukru Boztepe. El mismo testificó haber llevado al perro adentro de su casa, donde se volvió más agitado. Boztepe llevó al perro a pasear aproximadamente a las 12:00 de la medianoche y testificó que el perro hacía fuerza contra su correa y que lo llevó hasta la casa de Nicole. Ahí descubrió el cuerpo de Nicole. Minutos después, Boztepe detuvo a un patrullero que pasaba por el lugar.
El oficial de policía Robert Riske fue el primer oficial en la escena del crimen. Testificó haber encontrado a una mujer descalza con un vestido negro yaciendo boca abajo en un charco de sangre en el camino que llevaba a la puerta delantera de su casa. Luego vio el cuerpo de Goldman a una corta distancia, yaciendo de lado junto a un árbol y por fuera del camino. Riske dijo haber visto un sobre blanco, que luego se descubrió contenía los lentes dejados en el restaurante por la madre de Brown. También vio el localizador de Goldman, un guante negro de cuero y una gorra de esquí azul oscuro en el suelo junto a los cuerpos. La puerta delantera de la casa de Brown estaba completamente abierta, pero no había signos de una entrada forzada ni evidencia de que alguien hubiese entrado en la propiedad. Dentro no había nada fuera de lo normal.
El domingo 12 de febrero de 1995, una larga caravana se dirigió a Brentwood y el juez, el jurado, la fiscalía y los abogados defensores realizaron una inspección de dos horas de la escena del crimen. Luego se realizó una excursión de tres horas por la propiedad de O. J. Simpson en Rockingham. Simpson estaba custodiado por varios oficiales pero no llevaba esposas; esperó fuera de la escena del crimen dentro y cerca de un automóvil policial encubierto y se le permitió ingresar a su mansión de Rockingham.
El detective Ron Phillips testificó que cuando llamó a Simpson en Chicago para informarle del asesinato de su exesposa, Simpson parecía impactado y trastornado, pero no preguntó cómo había muerto. El detective Tom Lange testificó que probablemente Brown fue asesinada primero porque las plantas de sus pies descalzos estaban limpias, lo que significaba que había sido arrojada al piso antes de que hubiese sangre. Este también era un punto clave que sugería que Simpson podría haber ido a matar a Brown, mientras que aparentemente Goldman tropezó inadvertidamente con la escena, provocando que Simpson lo asesinara también. Durante el contrainterrogatorio del detective Lange, Cochran propuso dos hipótesis sobre lo ocurrido en la escena del crimen. Primero, sugirió que uno, o más, traficantes de droga encontraron a Brown mientras buscaban a Faye Resnick, amiga y huésped de la casa, una adicta a la cocaína confesa. En la segunda hipótesis, Cochran sugirió que "un asesino, o asesinos" siguieron a Goldman hasta la casa de Bundy Sur para matarlo.

### Argumento de la defensa

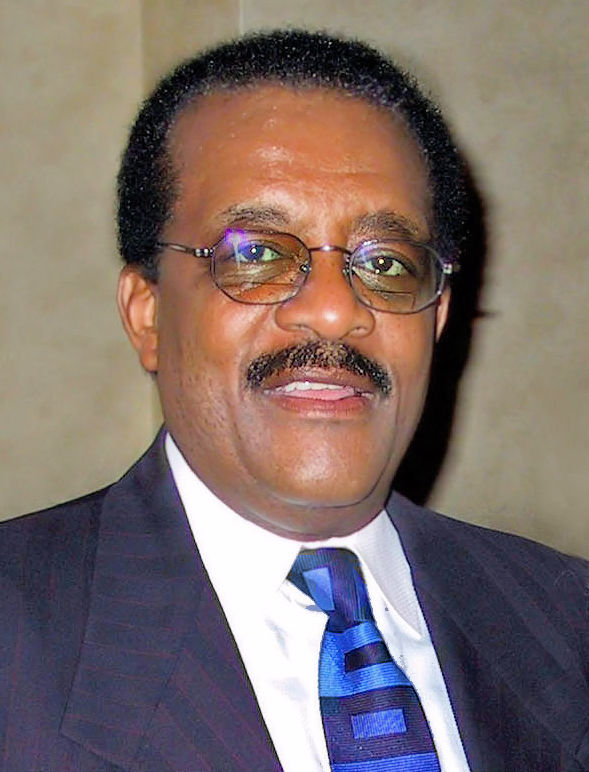
Johnnie Cochran en 2001.

Simpson contrató a un equipo de abogados de alto perfil, incluyendo a F. Lee Bailey, Robert Kardashian, Robert Shapiro, Alan Dershowitz, Johnnie Cochran, Gerald Uelmen (en ese entonces el decano de derecho en la Universidad de Santa Clara), Carl E. Douglas y Shawn Holley. Se contrataron dos abogados especializados en pruebas de ADN, Barry Scheck y Peter Neufeld, para intentar desacreditar las evidencias genéticas de la fiscalía, en una época en la que recién habían aparecido este tipo de análisis y resultaban relativamente desconocidos. Argumentaron que Simpson fue víctima de fraude policial y lo que llamaron procedimientos internos poco rigurosos, los cuales contaminaron la evidencia de ADN.
Se dijo que la defensa de Simpson costó entre 3 y 6 millones de dólares. El equipo defensor de Simpson, llamado el «Dream Team» por los reporteros, argumentó que Mark Fuhrman, detective del Departamento de Policía de Los Ángeles (LAPD), había plantado evidencia en la escena del crimen. Dennis Fung y Andrea Mazzola, criminalistas del LAPD, fueron objeto de un fuerte escrutinio. 
La defensa de Simpson buscó mostrar que uno o más sicarios contratados por traficantes de drogas fueron quienes asesinaron a Brown y Goldman (haciéndole a ambos la "corbata colombiana") porque estaban buscando a Faye Resnick, amiga de Brown, una conocida consumidora de cocaína que no había pagado por sus drogas. Sin embargo, el juez Ito prohibió testimonio sobre el uso de drogas de Resnick. La misma se había quedado por varios días en el condominio de Brown hasta ingresar a rehabilitación de drogas cuatro días antes de los asesinatos. Ito afirmó que la defensa fue incapaz de proveer suficiente evidencia directa o circunstancial para probar que el argumento era posible, indicando: "Encuentro que la oferta de prueba referida al motivo es altamente especulativa". En consecuencia, prohibió que Christian Reichardt testificara sobre el problema con las drogas que tenía Resnick, su exnovia.

### La prueba

#### Evidencia presentada al jurado
La fiscalía ofreció evidencia circunstancial para demostrar la culpabilidad de Simpson.
- El análisis de ADN de sangre descubierta en un par de calcetines de Simpson encontrado en su habitación probó que la misma pertenecía a Brown. La sangre tenía características de ADN que coincidían en solo uno entre 9.700 millones, con probabilidades disminuyendo a uno en 21.000 millones al juntar los resultados de las pruebas realizadas en los dos laboratorios de ADN.[17][45] Ambos calcetines tenían aproximadamente 20 manchas de sangre.[17] La sangre produjo un patrón similar en ambos lados de los calcetines. El Dr. Henry Lee del Laboratorio de Ciencia Forense de la Policía Estatal de Connecticut, experto médico de la defensa, testificó que la única manera de que tal patrón pudiese aparecer era si Simpson tenía un "agujero" en el tobillo, o si se colocó una gota de sangre en el calcetín cuando el mismo no se estaba utilizando. Lee también testificó que el procedimiento utilizado para la recolección de los calcetines podría haber provocado una contaminación.[46]
- El análisis de ADN de sangre encontrada dentro, fuera y cerca del Bronco de Simpson reveló rastros de sangre de Simpson, Brown y Goldman.[47]
- Se encontraron mechones de pelo consistentes con el de Simpson en la camiseta de Goldman.[47]
- Se encontraron varias monedas y gotas de sangre fresca detrás del condominio de Brown, en el área donde los automóviles estaban estacionados.
- El análisis de ADN de sangre en un guante izquierdo, encontrado afuera de la casa de Brown, demostró que la misma era una mezcla de sangre de Simpson, Brown y Goldman. Pese a que el guante estaba empapado en sangre, no habían gotas de sangre yendo hacia, o desde, el guante. No se encontraron restos de sangre en el área del guante excepto en el propio guante.[47]
- Los guantes contenían partículas de pelo consistentes con el pelo de Goldman y una gorra contenía fibras de alfombra consistentes con las fibras del Bronco de Simpson.[9] Una gorra de lana negra encontrada en la escena del crimen contenía mechones de pelo afrodescendiente.[9] Se encontraron varios hilos de fibras de algodón color azul oscuro sobre el cuerpo de Goldman. Un testigo presentado por la fiscalía afirmó que esa noche Simpson vestía una sudadera de color similar.[9]
- El guante izquierdo encontrado en la casa de Brown y el guante derecho encontrado en la casa de Simpson resultaron ser del mismo par.[48]
- La defensa planteó que si se comparaba la cantidad de sangre que había sido extraída de Simpson para diferentes pruebas con la cantidad que quedaba, se podía constatar que habían desaparecido 1,5 mililitros de la misma, afirmando que la cantidad era suficiente para enmarcar al defendido en los asesinatos de Brown y Goldman. Gregory Matheson, testigo de la fiscalía y el principal químico del LAPD, no discutió los cálculos de la defensa, pero tampoco se mostró preocupado por lo que significaban. Según Matheson, las distintas mediciones de la sangre obtenida nunca fueron exactas ya que siempre podía obtenerse más. A su vez, se plantearon varios motivos por los que la cantidad de sangre restante podía ser menor a la originalmente obtenida: no siempre se devolvía a su envase la sangre no utilizada y, dada la viscosidad natural de la sangre, una cantidad considerable de la misma podía quedar adherida a los materiales con los que entró en contacto cada vez que hubo que retirar un poco para realizar alguna prueba.[49]
- Oficiales encontraron registros de arresto indicando que Simpson había sido acusado de golpear a Nicole Brown en 1989. Se mostraron a la corte fotografías del rostro de Brown, magullado y maltratado en ese ataque.
- Gran parte de la evidencia incriminatoria (el guante y los calcetines ensangrentados, la sangre dentro y fuera del Bronco) fue descubierta por el detective Mark Fuhrman, quien luego fue acusado de perjurio por afirmar falsamente durante el juicio que no había utilizado la palabra "nigger" (un insulto racista) en los últimos 10 años. Más tarde en el juicio, cuando el jurado estaba ausente, alegó la Quinta Enmienda contra la autoincriminación cuando se le preguntó "¿usted plantó o creó alguna evidencia en este caso?".[50] En una entrevista en 2016, Alan Dershowitz, abogado de la defensa, sugirió que el detective Philip Vannatter (no el detective Fuhrman) podría haber plantado evidencia en los calcetines, sobre la base de la presencia de un anticoagulante descubierto en los calcetines.[51] Dershowitz afirmó que el jurado podría haber concluido que si la evidencia de los calcetines ensangrentados había sido creada por la policía, entonces otra evidencia también podría haber sido creada.[51] Testimonio experto del FBI afirmó que la defensa exageró el significado de la presencia de anticoagulante.[52]
- Las huellas de calzado sangrientas en la escena del crimen fueron identificadas por William Bodziak, experto en calzado del FBI, como producidas por unos zapatos Bruno Magli extremadamente raros y caros; solamente 29 pares de ese estilo habían sido vendidos en Estados Unidos.[9] El tamaño de las huellas, talle 12 grande (305 mm), coincidía con el talle de calzado de Simpson.[9] En el juicio penal, los abogados defensores de Simpson afirmaron que la fiscalía no tenía ninguna prueba de que Simpson había comprado esos zapatos.[9] Pero el fotógrafo independiente E. J. Flammer dijo haber encontrado una fotografía que le tomó a Simpson en 1993 que parecía mostrarlo calzando un par de los zapatos en un evento público. Posteriormente fue publicada en el National Enquirer. El equipo de defensa de Simpson alegó que la fotografía era adulterada. Pero luego se descubrieron y publicaron otras fotografías anteriores a 1994 que parecían mostrar a Simpson calzando los zapatos Bruno Magli.[53] Ninguna de estas fotografías se mostraron hasta bien entrado el juicio.
- Evidencia recolectada por Dennis Fung, criminalista del LAPD, fue criticada por la defensa. Fung admitió "no haber visto unas pocas gotas de sangre en una cerca próxima a los cuerpos"; en el estrado dijo haber "vuelto varias semanas después para recolectarlas".[54]
- Fung admitió no haber utilizado guantes de goma al recolectar parte de la evidencia.[54] Pero la sangre examinada no contenía su ADN, dentro de los protocolos publicados.
- El detective Philip Vannatter de la policía de Los Ángeles testificó haber visto fotografías de trabajadores de la prensa apoyados sobre el Bronco de Simpson antes de que se recolectase evidencia.[54]

#### Evidencia no presentada al jurado
- En la audiencia de gran jurado llevada a cabo en junio de 1994, la cuchillería Ross entregó recibos indicando que Simpson había comprado un cuchillo estilete de 12 pulgadas (305 mm) seis semanas antes de los asesinatos. Se determinó que el cuchillo era similar al que causó las heridas por apuñalamiento. Después de descubrir que empleados de la tienda habían vendido su historia al National Enquirer por 12 500 dólares, la fiscalía no presentó esta evidencia en el juicio. Los abogados de Simpson luego recogieron el cuchillo de su casa; se lo presentaron al juez Ito y luego fue sellado en un sobre de manila para ser abierto solo en caso de que se lo mencionase en el juicio. Esta no era el arma homicida: pruebas realizadas sobre el cuchillo determinaron que un aceite utilizado en cuchillería nueva todavía estaba presente en el mismo, indicando que el cuchillo nunca había sido utilizado. La policía buscó en la propiedad de Simpson en Rockingham en tres ocasiones y no pudo encontrar el cuchillo. Simpson le dijo a sus abogados exactamente dónde se encontraba dentro de la casa y el mismo pudo recuperarse.[55]
- Jill Shively testificó ante el gran jurado de 1994 que vio un Ford Bronco blanco alejarse a gran velocidad de la calle Bundy, con tanto apuro que casi chocó con otro automóvil en una intersección. Shively habló con el programa televisivo Hard Copy por 5.000 dólares, tras lo cual la fiscalía decidió no utilizar su testimonio en el juicio.
- Sojourn, un refugio para mujeres, recibió una llamada de Brown cuatro días antes de los asesinatos; Brown dijo tener miedo de su exesposo, quien creía que la estaba acosando. La fiscalía no presentó esta información en el juicio pensando que el juez Ito dictaminaría que la evidencia era un rumor. Además, amigos y familiares indicaron que Brown había dicho en varias ocasiones que Simpson la había estado acosando. Brown alegaba que a todo lugar donde iba, notaba que Simpson estaba ahí también, observándola. Sus amigas Faye Resnick y Cynthia Shahian afirmaron que ella tenía miedo porque Simpson le había dicho que la mataría si alguna vez la encontraba con otro hombre.
- Rosey Grier, exjugador de la NFL y pastor, visitó a Simpson en la cárcel del condado de Los Ángeles en los días siguientes a los asesinatos. Jeff Stuart, un guardia carcelario, testificó al juez Ito que en un momento Simpson le gritó a Grier que "no pretendía hacerlo", tras lo cual Grier instó a Simpson a que confesase. Ito dictaminó que la evidencia era un rumor y que no podía permitirse en el juicio.
- Los eventos relativos a la persecución del Bronco, y los materiales encontrados dentro del automóvil (incluyendo el dinero en efectivo, la pistola y el disfraz), no fueron presentados al jurado. La fiscalía no cubrió la aparente nota de suicidio de Simpson ni sus declaraciones a la policía.
- Unos meses antes de los asesinatos de 1994, Simpson completó un episodio piloto para Frogmen, una serie de aventuras que protagonizaba. Pese a que la fiscalía investigó reportes de que Simpson, que hacía el papel de líder de un grupo de ex Navy SEALs, recibió "una importante cantidad" de entrenamiento militar (incluyendo la utilización de un cuchillo) para Frogmen, y a que hay una escena en la que mantiene un cuchillo sobre la garganta de una mujer, esto no se introdujo como evidencia durante el juicio.[56]
- El testimonio de Rosa López fue grabado en videocinta pero no fue mostrado al jurado.

#### Evidencia de ADN
Muestras obtenidas de huellas de calzado sangrientas alejándose de los cuerpos y del portón trasero del condominio de Brown fueron examinadas para identificaciones de ADN.  Las pruebas iniciales utilizando la técnica de reacción en cadena de la polimerasa no descartaron a Simpson como sospechoso. En pruebas de polimorfismos de longitud de fragmentos de restricción, más precisas que las anteriores, se encontraron coincidencias entre la sangre de Simpson y muestras de sangre tomadas de la escena del crimen (las muestras de ambas huellas de calzado y del portón). Dennis Fung, criminalista de la policía, testificó que esta evidencia de ADN ubicaba a Simpson en la casa de Nicole a la hora de los asesinatos. Pero Barry Scheck, experto de la defensa, llevó a cabo un contrainterrogatorio de ocho días de duración, cuestionando casi toda la evidencia de ADN. El Dr. Robin Cotton, de Diagnósticos Cellmark, testificó por seis días. Se examinó evidencia de sangre en dos laboratorios indepentientes, cada uno llevando a cabo pruebas diferentes. En ese entonces, la población general todavía no estaba familiarizada con la precisión y el significado de la identificación por ADN.
Durante el contrainterrogatorio de Fung y otros científicos laboratoristas, surgió que Andrea Mazzola, científico de la policía (quien recolectó muestras de sangre de Simpson para comparar con evidencia de la escena del crimen) era un aprendiz que llevó el frasco de sangre de Simpson en el bolsillo de su bata de laboratorio por casi un día antes de entregarlo como evidencia. Pese a que se encontraron dos errores en la historia de realización de pruebas de ADN en Cellmark, uno de los laboratorios utilizados (en 1988 y 1989), los errores se habían encontrado durante pruebas de control de calidad y no habían ocurrido desde entonces. Una de las compañías contratadas por la defensa de Simpson para la consultoría en relación con el ADN había realizado el mismo error que el encontrado en 1988. Lo que debería haber sido el punto fuerte de la fiscalía se volvió su conexión débil, entre acusaciones de la defensa de que técnicos de la policía manejaron las muestras de sangre con tal grado de incompetencia que hicieron casi imposible la entrega de resultados de ADN precisos y confiables. La fiscalía argumentó que habían permitido el uso de la evidencia de ADN por parte de la defensa para realizar sus propias pruebas, y que si los abogados de la defensa no estaban de acuerdo con las pruebas de la fiscalía, podrían haber llevado a cabo sus propias pruebas sobre las mismas muestras. La defensa había elegido no aceptar la oferta de la fiscalía.
El 16 de mayo, Gary Sims, un criminalista del Departamento de Justicia de California que había ayudado a establecer el laboratorio de ADN del Departamento, testificó que el guante encontrado en la casa de Simpson dio positivo al compararlo con la sangre de Goldman.

#### El testimonio de Mark Fuhrman

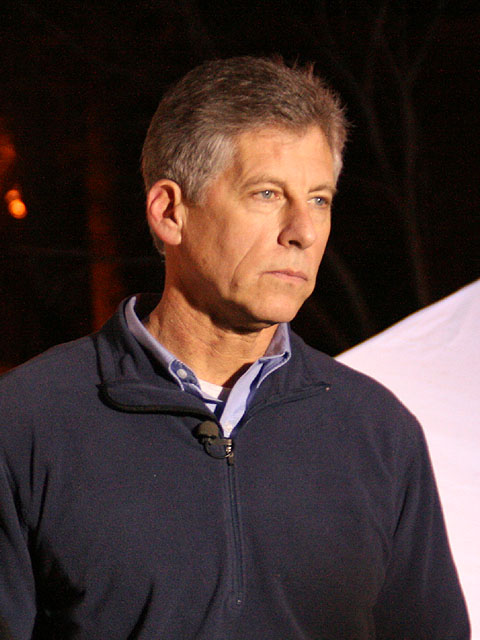
Mark Fuhrman en 2008.

En marzo de 1995, el detective Mark Fuhrman testificó haber conducido hasta la casa de Simpson para interrogarlo en la noche de los asesinatos. Tras no recibir respuesta al tocar el timbre de la casa, la cual parecía vacía, trepó una de las paredes externas para ingresar a la propiedad. Encontró marcas de sangre en el camino de entrada a la casa de Simpson, al igual que un guante de cuero negro cerca de la casa de huéspedes donde se estaba quedando Kaelin. Por medio de pruebas de ADN, luego se descubrió que el guante contenía sangre de ambas víctimas, al igual que sangre de Simpson. Pese a un contrainterrogatorio agresivo por parte de F. Lee Bailey, en el estrado Fuhrman negó ser racista o haber utilizado la palabra "nigger" para describir a personas negras en los 10 años previos a su testimonio. Pero unos pocos meses después, la defensa reprodujo unas cintas de audio en las que Fuhrman utilizaba el término repetidamente (41 veces en total). Las cintas habían sido grabadas entre 1985 y 1994 por una joven guionista de Carolina del Norte llamada Laura McKinny. McKinny había interrogado a Fuhrman ampliamente para un guion que estaba escribiendo sobre oficiales de policía. Las cintas de Fuhrman se volvieron una de las piedras angulares del argumento de la defensa de que el testimonio de Fuhrman carecía de credibilidad.
Con el jurado ausente, Fuhrman fue llamado nuevamente al estrado como testigo por la defensa para responder más preguntas sobre el descubrimiento de las marcas de sangre y el guante de cuero que había encontrado en la propiedad de Simpson. Cuando fue interrogado por el abogado Gerald Uelmen, Fuhrman, con su abogado a su lado, citó la Quinta Enmienda para evitar la autoincriminación y posterior interrogatorio después de que su integridad fuese cuestionada.
Durante los argumentos finales, la fiscalía dijo al jurado que Fuhrman era un racista, pero afirmó que esto no debía distraer de la evidencia que demostraban la culpabilidad de Simpson. El testimonio de Fuhrman llevó a que lo acusaran por un cargo de perjurio; posteriormente no refutó los cargos. 

#### Los guantes
Un guante oscuro de cuero fue encontrado en la escena del crimen, y su pareja se encontró cerca de la casa de huéspedes de Kato Kaelin, detrás de la propiedad de Simpson en la calle Rockingham. Kaelin testificó haber escuchado "golpes en la noche" en la misma área alrededor de la casa de huéspedes la noche de los asesinatos. Brown le había comprado a Simpson dos pares de este tipo de guante en 1990. Ambos guantes, de acuerdo a la fiscalía, contenían evidencia de ADN de Simpson, Brown y Goldman. El guante en la casa de Simpson también contenía un mechón largo de pelo rubio, similar al pelo de Brown.
El 15 de junio de 1995, el abogado defensor Johnnie Cochran incitó al fiscal auxiliar Christopher Darden a pedirle a Simpson que se colocara el guante de cuero encontrado en la escena del crimen. Previamente la fiscalía había decidido no pedirle a Simpson que se probara los guantes porque (de acuerdo a los fiscales) el guante había estado empapado en sangre de Simpson, Brown y Goldman, y había sido congelado y descongelado varias veces. El guante de cuero pareció ser demasiado justo como para que Simpson se lo colocara fácilmente, especialmente sobre los guantes de látex que tenía por debajo. Uelmen creó y Cochran repitió una frase que había utilizado varias veces en relación con otros puntos en sus argumentos finales, "Si no cabe, deben absolver" ("If it doesn't fit, you must acquit" en inglés). El 22 de junio de 1995, Darden expresó al juez Lance Ito sus preocupaciones de que Simpson "tiene artritis y miramos la medicación que toma y parte de la misma son antiinflamatorios y se nos afirmó que no la ha tomado en un día y esto provocó hinchazón en las articulaciones e inflamación en sus manos". La fiscalía también afirmó su idea de que el guante se había encogido por haber estado empapado en sangre y por las pruebas que se le realizaron luego. Durante el juicio, la fiscalía presentó una foto de Simpson previamente llevando el mismo tipo de guante que fue encontrado en la escena del crimen.
Los fiscales argumentaron que la presencia de sangre de Simpson en la escena del crimen era resultado de la sangre que goteaba de los cortes en su dedo medio de la mano izquierda. La policía había notado sus heridas y afirmado que las mismas se habían producido durante el ataque fatal a Goldman. Sin embargo, la defensa mostró que ninguno de los guantes recuperados tenía cortes. Además, tanto testigos de la fiscalía como de la defensa testificaron no haber visto cortes o heridas de ningún tipo en las manos de Simpson horas después de ocurridos los asesinatos. La defensa alegaba que Fuhrman podía haber plantado el guante en la casa de Simpson luego de tomarlo de la escena del crimen. El análisis según el cual el cabello podía ser de Brown no era seguro. La fiscalía afirmó que el guante no había sido movido. Hicieron notar que a la hora en que Fuhrman llegó a la casa de Simpson, la escena del crimen en la casa de Brown ya había sido revisada por varios oficiales durante casi dos horas, y ninguno había notado un segundo guante en la escena. En su primera serie de testimonios, Fuhrman respondió "no" cuando F. Lee Bailey le preguntó si había plantado alguna evidencia en la casa de Simpson. En su segunda serie de testimonios, después de reveladas las cintas, Fuhrman citó la Quinta Enmienda cuando Uelmen le hizo la misma pregunta. 
El 8 de septiembre de 2012, Darden acusó a Cochran de manipular el guante antes del juicio. Alan Dershowitz, un miembro del equipo defensor de Simpson, negó la alegación, afirmando que "la defensa no obtiene acceso a la evidencia salvo bajo condiciones controladas".
En 2016, Darden dijo que, en su opinión, los guantes sí cabían pero que Simpson llevó a cabo una actuación. "Creo que la demostración de los guantes es una de las mayores escenas de una corte en la historia estadounidense", afirmó.

### Los alegatos finales
En su alegato final, el fiscal Darden ridiculizó la idea de que oficiales de policía podían haber querido tender una trampa a Simpson. Se cuestionó por qué, si el Departamento de Policía de Los Ángeles estaba en contra de Simpson, fueron a su casa en ocho ocasiones por llamadas sobre violencia doméstica contra Brown entre 1986 y 1988 pero no lo arrestaron. Los arrestaron por cargos de abuso en enero de 1989 (cuando fotografías del rostro de Brown fueron registradas). Darden hizo notar que la policía no había arrestado a Simpson por cinco días después de los asesinatos de 1994.
Por su parte el abogado defensor Cochran sostuvo en su alegato final que estaba demostrado que Fuhrman se había referido en varias ocasiones a afroamericanos como "niggers" y que se había jactado de golpear jóvenes afroamericanos en su papel como oficial de policía. La técnica de Fuhrman fue luego criticada por Robert Shapiro y por al menos un miembro del jurado, al igual que por Fred Goldman, el padre de Ron Goldman. Cochran llamó a Fuhrman "un racista genocida, un perjuro, la peor pesadilla de Estados Unidos y la personificación del mal". Posteriormente, Fuhrman no refutó los cargos por perjurio, los cuales se habían originado a partir de su testimonio en el juicio de Simpson.
Crecieron temores de que se generaran disturbios raciales a lo largo de Los Ángeles y el resto del país en caso de que Simpson fuese condenado por los asesinatos. Se habían producido disturbios en 1992 después de que cuatro oficiales de policía fueran absueltos por golpear al automovilista negro Rodney King tres años antes (la golpiza a King fue filmada por un aficionado y el vídeo se hizo viral). Como resultado, todos los oficiales de policía de Los Ángeles fueron asignados a turnos de doce horas. La policía colocó más de cien oficiales montados para rodear la corte del condado de Los Ángeles el día en que se anunció el veredicto en previsión de que la multitud generara disturbios.

### Veredicto
A las 10:07 a. m. PDT del 3 de octubre de 1995, O. J. Simpson fue declarado no culpable de asesinato en ambos cargos. El único testimonio revisado fue el de Alan Park, conductor de la limusina, quien dijo no haber visto el Bronco de Simpson afuera de la propiedad de Rockingham cuando llegó para levantarlo (después de ocurridos los asesinatos). El jurado llegó al veredicto a las 3:00 p. m. del 2 de octubre, tras solo cuatro horas de deliberaciones, pero el juez Ito pospuso el anuncio.
Antes del veredicto, el presidente Bill Clinton fue informado sobre medidas de seguridad por si se generaban disturbios a nivel nacional como consecuencia del veredicto, para evitar que pudiera volver a ocurrir algo como los Disturbios de Los Ángeles de 1992. Aproximadamente unas 100 millones de personas a nivel mundial miraron por televisión o escucharon por radio el anuncio del veredicto. El volumen de llamadas telefónicas de larga duración disminuyó en un 58% y el volumen de operaciones en la Bolsa de Nueva York disminuyó en un 41%. La utilización de agua decreció, ya que la gente evitaba usar los baños. Se detuvo tanto trabajo que según estimaciones el veredicto costó unos 480 millones de dólares en pérdidas de productividad.
La Corte Suprema de los Estados Unidos recibió un mensaje sobre el veredicto durante argumentos orales, con los jurados pasando la nota de uno a otro en silencio mientras escuchaban la presentación del abogado. Congresistas cancelaron conferencias de prensa, uno de ellos diciendo a los reporteros "No solo ustedes no estarían aquí, sino que tampoco yo estaría aquí".

## Reacciones al veredicto
En entrevistas posteriores al juicio, unos pocos jurados dijeron que creían que probablemente Simpson sí había cometido los asesinatos, pero que la fiscalía fue incapaz de probar el caso más allá de una duda razonable. Tres jurados escribieron y publicaron en conjunto un libro llamado Madam Foreman, en el cual describieron cómo su percepción de errores policiales, no la raza, llevaron a su veredicto. Afirmaron haber considerado que la asignación del fiscal Darden por parte de la fiscalía había sido simplemente con la intención de incluir a un afrodescendiente en el equipo.
Críticos del veredicto de no culpabilidad argumentaron que el tiempo de deliberación fue excesivamente corto en comparación con la duración del juicio. Algunos afirmaron que los jurados, la mayoría de los cuales no tenía ninguna educación universitaria, no entendieron la evidencia forense. 
Después de que el veredicto fuera leído, el jurado número seis, Lionel Cryer, de 44 años, saludó a Simpson con un puño en alto.

## Hechos posteriores
En 1996, Johnnie Cochran, abogado defensor de Simpson, escribió y publicó un libro sobre el juicio. Fue llamado Viaje a la justicia (Journey to Justice), y describía su involucramiento en el caso.
Ese mismo año, Robert Shapiro, otro abogado defensor de Simpson, también publicó un libro sobre el juicio, llamado La búsqueda de la justicia (The Search for Justice). Criticó a F. Lee Bailey, llamándolo una "bala perdida", y a Johnnie Cochran, por ingresar la cuestión racial al juicio. A diferencia del libro de Cochran, Shapiro afirmó no creer que Simpson fue enmarcado por el LAPD por razones raciales, pero creía que el veredicto era correcto debido a duda razonable.
Marcia Clark, la fiscal principal, publicó un libro sobre el caso llamado Sin duda (Without a Doubt, 1998). Su libro recuenta los procedimientos del juicio, desde la selección del jurado hasta los resúmenes finales. Concluyó que nada pudo haber salvado su caso, dada la estrategia de la defensa de resaltar las cuestiones raciales relacionadas con Simpson y el LAPD, y la predominancia de negros en el jurado. En su opinión, la evidencia material de la fiscalía, particularmente el ADN, debería haber condenado a Simpson fácilmente.  El hecho de que no lo hiciera, afirmó, era prueba de un sistema judicial comprometido por cuestiones de raza y celebridad.

### El libro del fiscal de distrito Bugliosi
Vincent Bugliosi, exfiscal de distrito adjunto del condado de Los Ángeles, escribió un libro llamado Escándalo: las cinco razones por las que O. J. Simpson se salió con la suya (Outrage: The Five Reasons Why O.J. Simpson Got Away with Murder, 1997). Bugliosi fue muy crítico de Clark y Darden, culpándolos, entre otras razones, por no introducir la nota que Simpson había escrito antes de intentar escapar. Bugliosi argumentó que la nota "hedía" a culpa y que se debería haber permitido que el jurado la viese. También afirmó que el jurado nunca fue informado de los elementos encontrados en el Bronco: un cambio de ropa para Simpson, gran cantidad de dinero en efectivo, su pasaporte y un equipo de disfraz. La fiscalía dijo sentir que esta evidencia provocaría una reacción emocional por parte de Simpson que podría perjudicar su caso, pese al hecho de que los elementos parecían poder ser utilizados para escapar.
Bugliosi cuestionó la decisión de Clark y Darden de no permitir al jurado escuchar la cinta de audio policial de la declaración de Simpson en la noche misma del asesinato, sobre las heridas que presentaba en su dedo, que podría haberse considerado incriminatoria. Primero dijo que se había cortado el dedo accidentalmente con un pedazo de vidrio roto en su habitación del hotel en Chicago. Pero minutos después cambió su historia y dijo que se había cortado el dedo en Los Ángeles. Luego volvió a modificar su relato sosteniendo que la herida se había reabierto mientras estaba en Chicago y luego afirmó no recordar cómo se hizo el corte en su dedo medio izquierdo. 
Bugliosi también afirmó que los fiscales deberían haber entrado en más detalle sobre el abuso de Simpson a su esposa. Dijo que se debería haber hecho claro para el jurado, en su mayoría afrodescendiente, que Simpson tenía poca influencia en la comunidad negra. A diferencia de otros atletas prominentes, Simpson no había hecho nada para ayudar a los negros menos afortunados que él. Bugliosi destacó que, pese a que los fiscales entendieron que la raza de Simpson no tenía nada que ver con los asesinatos, una vez que la defensa "abrió la puerta" al intentar pintar a Simpson falsamente como un líder de la comunidad negra que podría haber sido enmarcado por una fiscalía demasiado entusiasta que buscaba un sospechoso, la fiscalía debería haber presentado la evidencia para lo contrario. Esto podría haber influenciado el veredicto del jurado. Bugliosi también criticó los argumentos finales de la fiscalía, considerándolos inadecuados.
Bugliosi criticó a la fiscalía por llevar los asesinatos a juicio en Los Ángeles en lugar de en Santa Mónica. Durante el proceso de selección del jurado, la defensa hizo difícil para la fiscalía desafiar potenciales jurados negros, sobre la base de que es ilegal recusar a alguien del jurado por motivos basados en la raza. Las cortes de California prohibieron las recusaciones sin causa de los jurados basadas en la raza en El pueblo v. Wheeler, años antes de que la Corte Suprema de los Estados Unidos lo hiciera en Batson v. Kentucky.
Quienes apoyaron al fiscal de distrito Garcetti notaron que la decisión de mover el juicio fue tomado por el juez presidente de la Corte Superior de Los Ángeles, y no por el fiscal de distrito. El juicio fue movido por preocupaciones por la seguridad en la corte de Santa Mónica, que era más pequeña, y por su mal estado edilicio.
En una revisión en 2010, el Metropolitan News dijo que Garcetti había controlado todos los asuntos del juicio, y que él había tomado la decisión de hacer que Simpson se probase los guantes de cuero sangrientos que se habían recuperado en la escena del crimen y en la propiedad de Simpson. La aparente dificultad de Simpson para ponerse los guantes fue altamente perjudicial para el caso de la fiscalía. Tanto Darden como Clark decidieron dejar que Simpson se probase los guantes. A su vez, expertos criticaron a la fiscalía por llamar a Mark Fuhrman a declarar en primer lugar; criticaron a la fiscalía por la falta de debida diligencia, la cual debería haber descubierto sus declaraciones racistas previas. La oficina del fiscal de distrito argumentó que la defensa hubiera llamado a Fuhrman de todas maneras y que nadie tenía conocimiento de la existencia de las cintas de McKinny hasta una vez empezado el juicio.
La discusión de los elementos raciales del caso continuó mucho después del final del juicio. Algunas encuestas y algunos comentadores han concluido que muchos negros, pese a tener sus dudas respecto a la inocencia de Simpson, se inclinaban más a sospechar sobre la credibilidad y la justicia de la policía y las cortes, y por ende a cuestionar la evidencia. El LAPD tenía una historia de abuso a los afroamericanos en la ciudad, la cual fue enfatizada en el caso de Rodney King. Tras el veredicto del juicio civil contra Simpson, la mayoría de los blancos encuestados dijo creer que se había hecho justicia. La mayoría de los negros (75%) no estaba de acuerdo con el veredicto y creía que fue motivado por la raza. Una encuesta de la NBC llevada a cabo en 2004 reportó que, pese a que el 77% de 1 186 personas muestreadas pensaba que Simpson era culpable, solo el 27% de los negros en esa muestra lo pensaba, en comparación con el 87% de los blancos. El caso de Simpson continúa siendo evaluado a través del lente racial. En 2016, FiveThiryEight reportó que la mayoría de los negros ahora cree que O. J. era culpable.

## Teorías alternativas sobre el asesinato
Simpson ha mantenido que fue un asesino a sueldo quien mató a Ronald y Nicole. Los que apoyan esta opinión dan los siguientes detalles:
- El asesino de Ronald y Nicole estaba entre un grupo de asesinos asociados con ambos y con Simpson. Casimir Sucharski, amigo de Simpson, fue asesinado dos semanas después de Ronald y Nicole. El 19 de marzo de 1995, otro amigo suyo y promotor de una compañía de discos, Charles Minor, fue asesinado. El 30 de julio de 1993, once meses antes del doble homicidio, Brett Cantor, amigo de Ronald, fue asesinado con un cuchillo de igual manera que Goldman y Brown: por detrás, en la garganta y con múltiples puñaladas en brazos y pecho.[cita requerida] Michael Nigg, camarero de Mezzaluna (restaurante de Los Ángeles donde también trabajó Ronald) fue asesinado por tiros en la cabeza. Otro camarero del mismo restaurante fue gravemente herido por un coche bomba.
- Muchos de los trabajadores en Mezzaluna estaban relacionados con la mafia o el tráfico de drogas.
- Se encontraron fotos de Nicole con famosos criminales de la droga en la cama. Simpson dijo estar trastornado cuando vio a sus hijos asociados con el ambiente de narcotráfico en el que Nicole estaba aparentemente envuelta.
- Barry Hoestler, investigador privado contratado por el abogado de la defensa, Robert Shapiro, dijo que Nicole había hablado sobre la idea de abrir un restaurante con Goldman, y financiarlo con los beneficios de la cocaína. Hoestler aseguró que Nicole y sus amigos estaban en contacto con distribuidores de droga.
- La mejor amiga de Nicole era Faye Resnick, una adicta a la cocaína. Después de que alguien entrase en la casa de Resnick en busca de fotos y documentos, ésta abandonó la ciudad. La defensa argumentó que la muerte de Nicole y Ronald era una amenaza a Resnick para que pagase su deuda. La acusación dijo que no había prueba alguna sobre esto.
- Había un rastro de ADN en el volante del coche que no pertenecía ni a Simpson ni a Nicole ni a Goldman.
- Al Cowlings, amigo de Simpson, trabajó como guardaespaldas para el contrabandista de droga Joey Ippolito, quien escapó de la cárcel de Florida tres semanas antes de los asesinatos, durante las que hizo varias llamadas a Simpson. Según la teoría, Ippolito probablemente contrató un asesino para llevar a cabo los asesinatos relacionados con la droga. Ese sicario sería Frankie Viserto, quien había torturado a sus víctimas anteriores con un cuchillo.
- La hermana de Nicole, Denise Brown, fue fotografiada a menudo con el informante del FBI Tony Fiato, recluta de Ippolito. Denise negó ser novia de Fiato.
- Los detectives de la policía incumplieron la ley del estado cuando esperaron horas a convocar al jefe del condado.
- En contra de las normas de la policía, las pruebas estuvieron en la sala del proceso durante tres días, encima de una mesa, pudiendo ser manipuladas por cualquiera de los 70 u 80 policías que tenían acceso a ellas.
- Alguien entró en el despacho de Shapiro, abogado de Simpson, robando información documental relacionada con el caso.
- Simpson dijo que solo una vez, en 1989, tuvo una pelea con Nicole en la que ella salió herida. Nicole usó maquillaje en una de las fotos en las que se le veían contusiones faciales después de la lucha. Dijo también que las declaraciones escritas de Nicole sobre abusos domésticos eran un plan para deshacerse de un acuerdo prenupcial.

Otra teoría podría ser que Simpson fue manipulado o secuestrado por la mafia debido a deudas que tenía su esposa, mismos que le mostraron que le podría pasar si hablaba con la policía lo cual lo ubicaría en la escena del crimen y trataron de inculparlo.
Otra teoría mantiene que fue el hijo de Simpson, Jason, quien cometió los asesinatos. Esta teoría se defiende en el libro de William Dear titulado O. J. is Guilty, But Not of Murder ("O.J. es culpable, pero no de asesinato"). Alguna de las pruebas que muestra Dear en el libro son las siguientes:
- Jason Simpson había tenido problemas con su madrastra, y estaba enfadado con la vida que llevaba, envuelta en drogas.
- Se sabe que Jason había sufrido violentos ataques epilépticos, tras los cuales no recordaba qué había hecho.
- Jason estaba estudiando para trabajar como cocinero y siempre llevaría su cuchillo consigo. Estos cuchillos servían perfectamente para cometer los asesinatos y provocar las heridas encontradas en las víctimas.
- Jason no tenía coartada para la noche de los homicidios, pues el restaurante en el que trabajaba estaba cerrado aquella noche.
- Después de cometer los asesinatos, Jason llamó a Simpson a la escena del crimen. Allí, ambos lucharon, y fue de este modo como O.J. se manchó de sangre. Dear cree también que fue así como Simpson se hizo el corte en la mano.
- Simpson trató de encubrir a su hijo durante el juicio, pensando que si la culpabilidad caía sobre Jason, él podría ser visto como un padre negligente.